# Théophylacte Botaniatès
Théophylacte Botaniatès (en grec : Θεοφύλακτος Βοτανειάτης soit Theophylaktos Botaneiates) est un général byzantin du XIe siècle et gouverneur de Thessalonique. 
Premier membre éminent de la famille des Botaniatès, il est l'un des généraux préférés de Basile II et un de ses conseillers. En 1014, l'empereur Basile II décide d'envahir la Bulgarie et atteint les fortifications aux alentours du village de Klyuch qui barrent la passe de Kleidion menant au cœur du territoire bulgare. Pour détourner l'attention de Basile II, Samuel Ier de Bulgarie envoie une armée dirigée par Nestoritsa dans les environs de Thessalonique. Toutefois, Botaniatès et son fils parviennent à vaincre les Bulgares avant de rejoindre Basile II. 
À la suite de la victoire byzantine  de la passe de Kleidion le 29 juillet 1014, Botaniatès est envoyé avec une armée détruire les fortifications bulgares dressées sur la route de Thessalonique. Alors qu'il revient vers le camp de Basile II après avoir accompli sa mission, son armée tombe dans une embuscade tendue par Gabriel Radomir qui le tue à l'aide de sa lance.

## Sources
- Jean Skylitzès, Empereurs de Constantinople, texte traduit par Bernard Flusin et annoté par Jean-Claude Cheynet, éditions P. Lethiellieux, 2003,  (ISBN 2-283-60459-1)